# Rudaali
Pour plus de détails, voir Fiche technique et Distribution.
Rudaali est un drame, en langue hindoue, réalisé par Kalpana Lajmi, en 1993. Il s'agit de l'adaptation d'une nouvelle de Mahasweta Devi,. Le film met en vedette Dimple Kapadia, Amjad Khan, Rakhee Gulzar et Raj Babbar (en). Il est sélectionné comme film officiel de l'Inde pour le meilleur film en langue étrangère lors de la 66e cérémonie des Oscars, mais il n'y est pas nommé.
Le film se déroule dans un petit village du Rajasthan, en Inde. Il raconte l'histoire d'une femme nommée Shanichari, qui a été abandonnée par sa mère peu après la mort de son père. La malchance la suit tout au long de sa vie.

## Contexte culturel
Le titre fait référence à une coutume dans certaines régions du Rajasthan où les femmes d'une caste inférieure sont engagées comme pleureuses professionnelles à la mort des hommes de la caste supérieure. Ces femmes sont appelées rudaali (roo-dah-lee), ce qui signifie littéralement pleureuse ou femme en pleurs. Leur travail consiste à exprimer publiquement le chagrin des membres de leur famille qui ne sont pas autorisés à montrer leurs émotions en raison de leur statut social.

## Synopsis
L'histoire commence avec Ram Avtar, le zamindar (propriétaire terrient) de Barna (un village dans le désert) qui réalise sa mort imminente, et le fait qu'aucun de ses proches ne le pleurera. Il demande donc les services d'un célèbre rudaali nommé Bhikni (Rakhee), pour le pleurer à sa mort. Bhikni se retrouve chez la veuve Shanichari, qui vit dans l'enceinte du Thakur. Alors qu'ils commencent à se rapprocher, Shanichari raconte à Bhikni l'histoire de sa vie, qui nous est révélée par des flashbacks.
Shanichari est né un Shanichar (samedi), qui est considéré comme un jour maléfique, régi par la planète Shani (Saturne) en astrologie. Shanichari est accusée par les villageois de tout ce qui se passe de mal autour d'elle, depuis la mort de son père jusqu'à la fuite de sa mère Peewli pour rejoindre une troupe de théâtre populaire. Encore jeune, Shanichari est mariée à Ganju, un ivrogne, qui finit par mourir de la peste lors d'une fête de village. Son seul soutien est son fils, Budhua, qu'elle aime beaucoup. Cependant, il aime se promener sans but, comme Peewli le faisait.
Pendant ce temps, le fils du Thakur, Lakshman Singh, révèle qu'il l'aime bien et lui offre un emploi au Haveli du Thakur. Elle sert alors sous les ordres de sa femme, qui a été gâtée mais est isolée des autres. Lakshman tente d'apprendre à Shanichari à se prendre en charge et à comprendre ses droits, et l'encourage à « regarder dans les yeux » lorsqu'il lui parle. Un soir, après avoir chanté au haveli, Shanichari lui offre une maison et deux acres de terre.
Bientôt, Budhua, devenu adulte, ramène à la maison une femme, Mungri, qui est une jeune prostituée enceinte de son enfant. Mais le couple continue à se battre et un jour, dans un accès de rage, Mungri avorte. Budhua, bouleversé, s'enfuit de chez lui, laissant sa mère toute seule. Il est révélé que tout au long de ses épreuves, Shanichari n'a jamais versé une larme.
Une nuit, Bhikni est appelé au village voisin pour rencontrer Bhimdata. Le Thakur décède quelques heures plus tard. On voit alors Lakshman Singh et Shanichari se faire leurs adieux alors que Singh prévoit de quitter le village après la mort de son père. Ils sont interrompus par un messager de Bhimdata, qui révèle que Bhikni a succombé à la peste, et dans ses dernières minutes demande que Shanichari soit informée qu'elle est sa mère, Peewli. Shanichari se met alors à pleurer abondamment, et prend le relais en tant que nouvelle rudaali, en pleurant aux funérailles du Thakur,.

## Fiche technique
Sauf indication contraire, les informations mentionnées dans cette section peuvent être confirmées par la base de données cinématographiques IMDb,  présente dans la section « Liens externes ».
- Titre : Rudaali
- Réalisation : Kalpana Lajmi
- Scénario : Mahasweta Devi, Gulzar
- Musique : Bhupen Hazarika (en)
- Langue : Hindi
- Genre : Drame
- Durée : 128 minutes (2 h 08)
- Dates de sorties en salles :
  -  Inde : 18 juin 1993

## Distribution
- Rakhee : Bhikni (Rudaali)
- Raj Babbar (en) : Laxman Singh
- Dimple Kapadia : Shanichari
- Amjad Khan : Zamindar Ram Avtar Singh
- Raghubir Yadav (en) : Budhua
- Sushmita Mukherjee (en) : Mungri (femme de Budhua)

## Récompenses
- Dimple Kapadia a remporté le Prix national du film pour la meilleure actrice et le Prix de la meilleure critique de performance des Filmfare Awards[6]. Elle a également remporté le prix de la meilleure actrice au 8e festival international du film de Damas[7].
- Samir Chanda a remporté le Prix national du film pour la meilleure direction artistique.
- Simple Kapadia et Mala Dey ont remporté le Prix national du film pour la meilleure création de costume[7].
- Bhupen Hazarika a reçu le prix national du meilleur directeur musical en 1993[8];
- Le film a été le film officiel de l'Inde à la 66e cérémonie des Oscars dans la catégorie du meilleur film en langue étrangère[7].
- Amjad Khan est mort avant la sortie du film, et le film lui est dédié[1].